# Bucle local
En telecomunicacions; el bucle local o bucle d'abonat és el cablejat que s'estén entre la central telefònica (o commutador) i les dependències de l'usuari.

## Esquema senzill del Bucle Local o d'Abonat

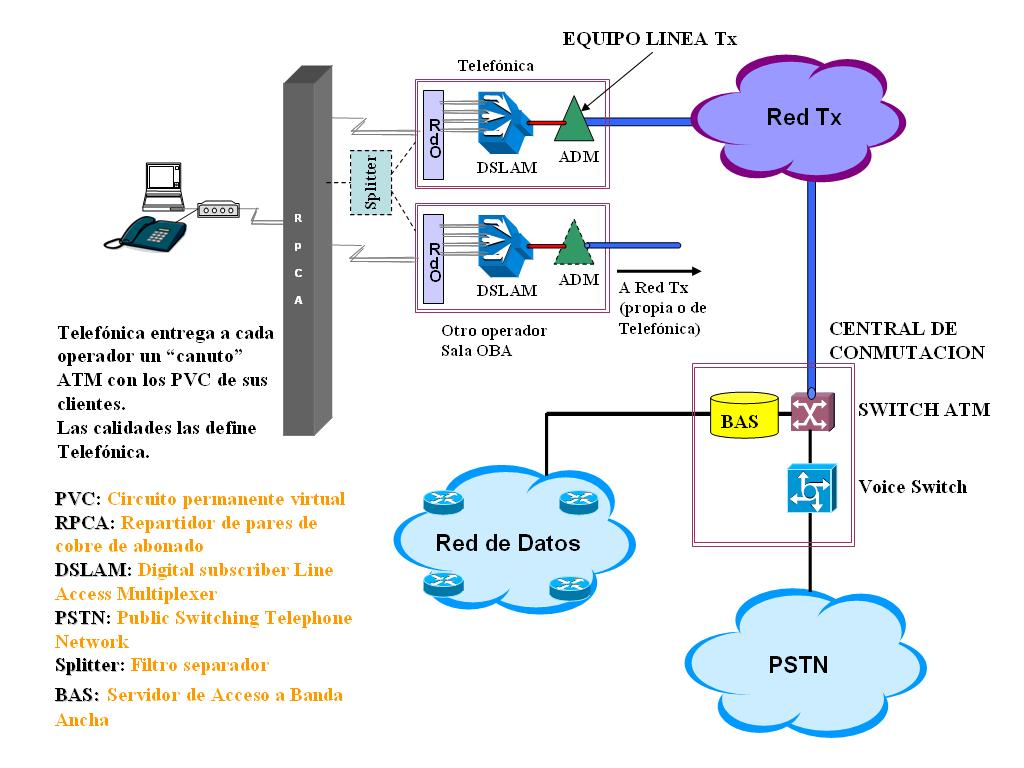
Esquema del bucle local; "Tx" significa "transmissions".

## Telefonia
La connexió del bucle local telefònic és típicament un parell trenat de coure que va des de la central telefònica al local o habitatge de l'usuari.
Les línies telefòniques de bucle local individual estan connectades a la central local o a un concentrador remot.
Les connexions al bucle local poden ser utilitzades per transportar informació utilitzant diverses tecnologies, entre les que hi ha::
- veu analògica (per a telefonia analògica tradicional).
- ISDN
- DSL:
  - ADSL
  - HDSL
  - SDSL
  - VDSL

## Altres comunicacions
El terme "bucle local" s'utilitza també com a sinònim d'una connexió de "l'últim quilòmetre" fins al local de l'usuari, independentment de la tecnologia utilitzada. D'aquí deriva la frase "bucle local sense fil", on aquest últim tram no és un parell físic sinó un enllaç via ràdio.